# Karel starší ze Žerotína
Karel starší ze Žerotína (německy Karl der Ältere von Zierotin; 15. září 1564 Brandýs nad Orlicí – 9. října 1636 Přerov) byl moravský šlechtic, stavovský politik s rozsáhlými literárními zájmy a představitel moravského zemského patriotismu z rodu Žerotínů.

## Život

### Mládí, studia a vyznání
Dostalo se mu důkladného vzdělání, na jehož průběh dohlíželi podle dobových zvyklostí preceptoři. V Žerotínově případě to byly mimořádně vzdělané osobnosti: polyhistor Jan Krato z Krafftheimu (1519–1585), rektor gymnázia ve slezském Břehu a vychovatel knížete Jiřího II. Břežského Vavřinec Cirkler (1534–1598), a Václav Lavín z Ottenfeldu (cca 1550–1602), který se později stal Žerotínovým dvorním lékařem. První škola, kterou Karel navštěvoval, byla bratrská akademie v Ivančicích, kde byl jeho spolužákem pozdější katolický konvertita a významný člen císařského dvora Karel I. z Lichtenštejna. Poté se vydal na zahraniční cesty, které trvaly deset let. Navštěvoval při nich další vzdělávací instituce, jako například gymnázium ve Štrasburku (1578), univerzitu v Basileji (1579), reformovanou akademii v Ženevě (1582 a opět 1583–1584) a univerzitu v Orléans (1585), kde studoval zejména filozofii, historii, teologii a právo. Pobýval také na panovnických dvorech a poznával život v evropských zemích. Již na přelomu let 1580-1581 cestoval po Itálii, později poznal Francii, Nizozemí a Anglii, kde pobýval ještě v roce 1587. Navazoval kontakty s významnými osobnostmi, zejména vzdělanci, ale také předními politiky, které později tvořily jádro jeho zahraniční korespondenční sítě. Osvojil si několik jazyků do té míry, že jimi aktivně komunikoval: latinu, italštinu, francouzštinu a němčinu.
Přišel na svět v rodině Jana staršího ze Žerotína († 1583), který byl významným stoupencem a podporovatelem jednoty bratrské. Té v roce 1578 poskytl v Kralicích nad Oslavou, které pět let před tím koupil od Jindřicha Kralického z Kralic a přičlenil ke svému náměšťskému panství, útočiště bratrské tiskárně působící doposud v Ivančicích. Byl tedy také vychován v bratrské víře a v dospělosti se stal předním ochráncem jednoty na Moravě. Na svých panstvích podporoval bratrské sbory a jejich správce, ale také studenty - budoucí duchovní. Není vyloučeno, že jedním z nich byl i Jan Amos Komenský, který mezi lety 1611–1614 studoval v německých zemích a po svém návratu, kdy působil jako učitel na přerovské bratrské škole, byl Žerotínem pověřen, aby sepsal genealogii žerotínského rodu. Z dochované korespondence je zřejmé, že Karel starší ze Žerotína našel mezi bratrskými duchovními řadu důvěrných přátel, jedním z nejbližších byl Jan Lanecký, od roku 1601 bratrský biskup v Přerově. I přes tuto přízeň Žerotín jednotu nijak nepreferoval na úkor jiných nekatolických vyznání, k nimž patřila většina jeho poddaných. Jeho osobní postoj k dobovým konfesím se dá nejpřiléhavěji označit jako "nadkonfesní křesťanství". Důsledně se držel zásady, že k prosazování náboženských záležitostí nemají být užívány světské prostředky. Také z toho důvodu v roce 1618 odmítl účast Moravy na českém stavovském povstání.
V roce 1583 po smrti svého otce Jana staršího ze Žerotína zdědil se svým bratrem Janem Divišem panství Brandýs nad Orlicí, které však bylo až do roku 1589 spravováno poručníky Fridrichem starším ze Žerotína (Karlovým strýcem), Smilem Osovským z Doubravice a na Třebíči a Bartolomějem Vaneckým z Jemničky, který v Brandýse zemřel a byl zde i pohřben. Panství Brandýs, jehož držbou se Karel stal členem české stavovské obce, bylo ve společném vlastnictví obou bratrů až do roku 1597, kdy rozdělili majetek, přičemž Brandýs si ponechal Jan Diviš, který z dědictví po otci získal také Náměšť nad Oslavou (obě panství zdědil Karel starší po bratrově smrti v roce 1616). Po otci získal Karel dále panství Rosice, které bylo jeho hlavním sídlem, a Lomnici, kterou však v roce 1601 prodal Oldřichovi z Kounic. V roce 1598 zdědil po Fridrichovi starším ze Žerotína, vzdáleném příbuzném z napajedelské linie Žerotínů, panství Přerov, k němuž sám přikoupil sousední panství Dřevohostice (v roce 1618 jej však k prodal Janovi staršímu Skrbenskému z Hříště). Vlastnictvím dominia, které vzniklo spojením všech těchto panství a rozkládalo se na západní i východní Moravě, se Karel starší ze Žerotína stal jedním z nejbohatších moravských šlechticů.

### Kariéra
Roku 1591 bojoval ve Francii na straně hugenotů a krále Jindřicha IV. Navarského. Tím si znepřátelil císaře Rudolfa II. V roce 1594 se stal členem moravského zemského soudu. Byl i direktorem moravských zemských peněz. Zapojil se též do válek proti Turkům, kde velel moravské jízdě. Postupem času se stal vůdcem stavovské opozice, proto byl roku 1599 zemským podkomořím Zikmundem z Dietrichštejna obviněn ze zlehčování císařského majestátu a velezrádného spojení s Francií a falckým kurfiřtem. Obvinění se nezakládalo na pravdě, což se i v následném procesu prokázalo. Tento proces, však velmi Karla st. ovlivnil a poté, co byl zbaven úřadu, odešel na několik let do ústraní.
Do politiky se aktivně vrátil až v roce 1607, kdy se ve sporu Rudolfa II. s Matyášem Habsburským postavil na stranu Matyáše. Podílel se na vzniku rakousko-uhersko-moravské konfederace, která podporovala Matyáše. Do této konfederace se snažil zapojit české stavy, které v tu dobu jednaly s Rudolfem II., jehož se za vydání tzv. Rudolfova majestátu (tehdy nazýván pouze Majestát), rozhodly podpořit. To vedlo k odtržení Čech a Moravy. Na Moravě se na základě tzv. libeňské mírové smlouvy (1608) ujal vlády Matyáš. I díky Karlovi st. Matyáš 24. srpna 1608 na bartolomějském sněmu v Brně potvrdil Moravě svobody a privilegia včetně vypovídání války a uzavírání míru. Morava se tak stala de facto svrchovaným a samostatným subjektem mezinárodního práva. Díky podpoře Matyáše se také roku 1608 stal moravským zemským hejtmanem, z tohoto úřadu dne 26. února 1615 na vlastní žádost a pod tlakem okolností odešel (vzestup katolické strany).

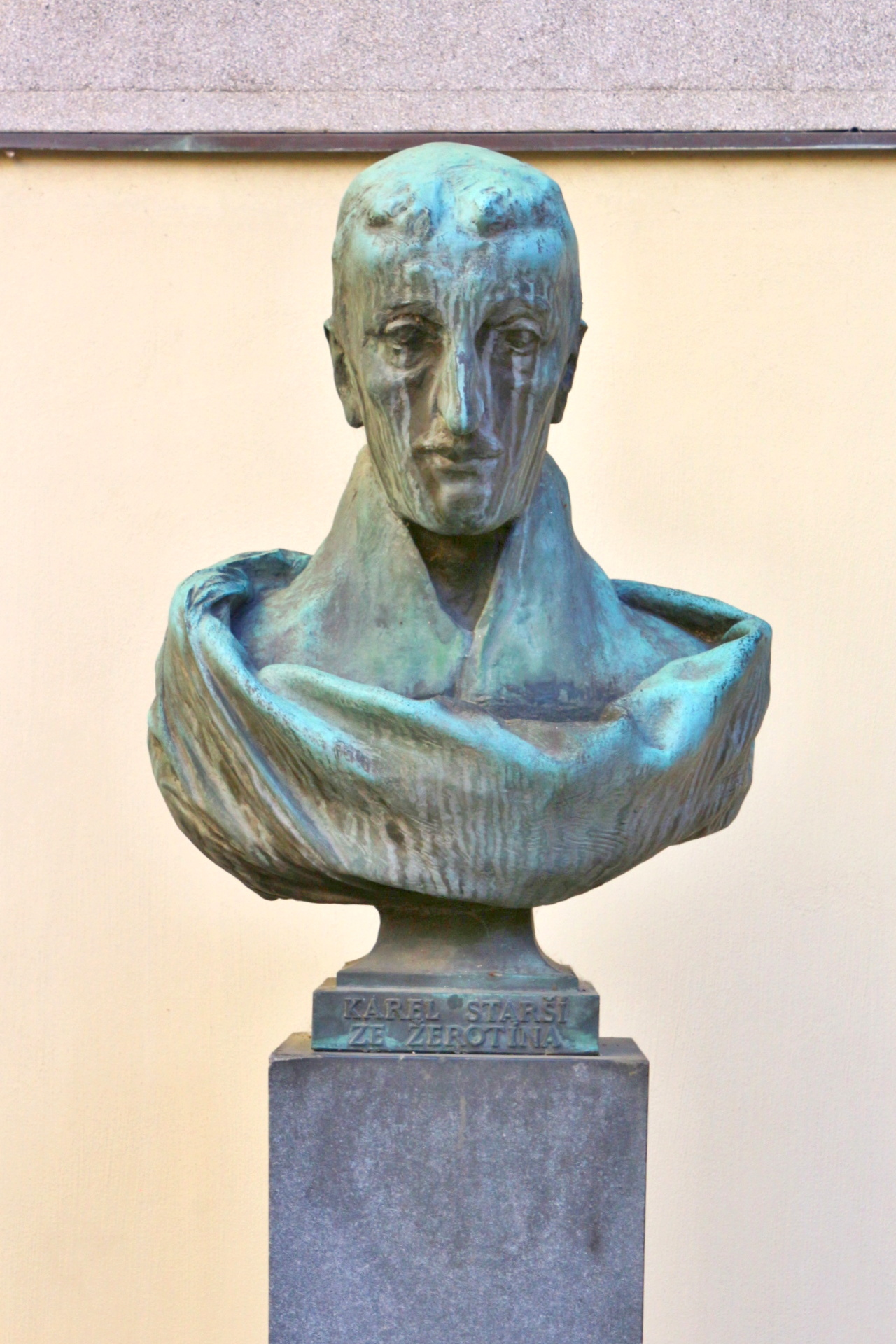
Busta Karla staršího ze Žerotína na nádvoří brněnské Nové radnice. Autorem busty odhalené v roce 1936 je sochař Vincenc Makovský

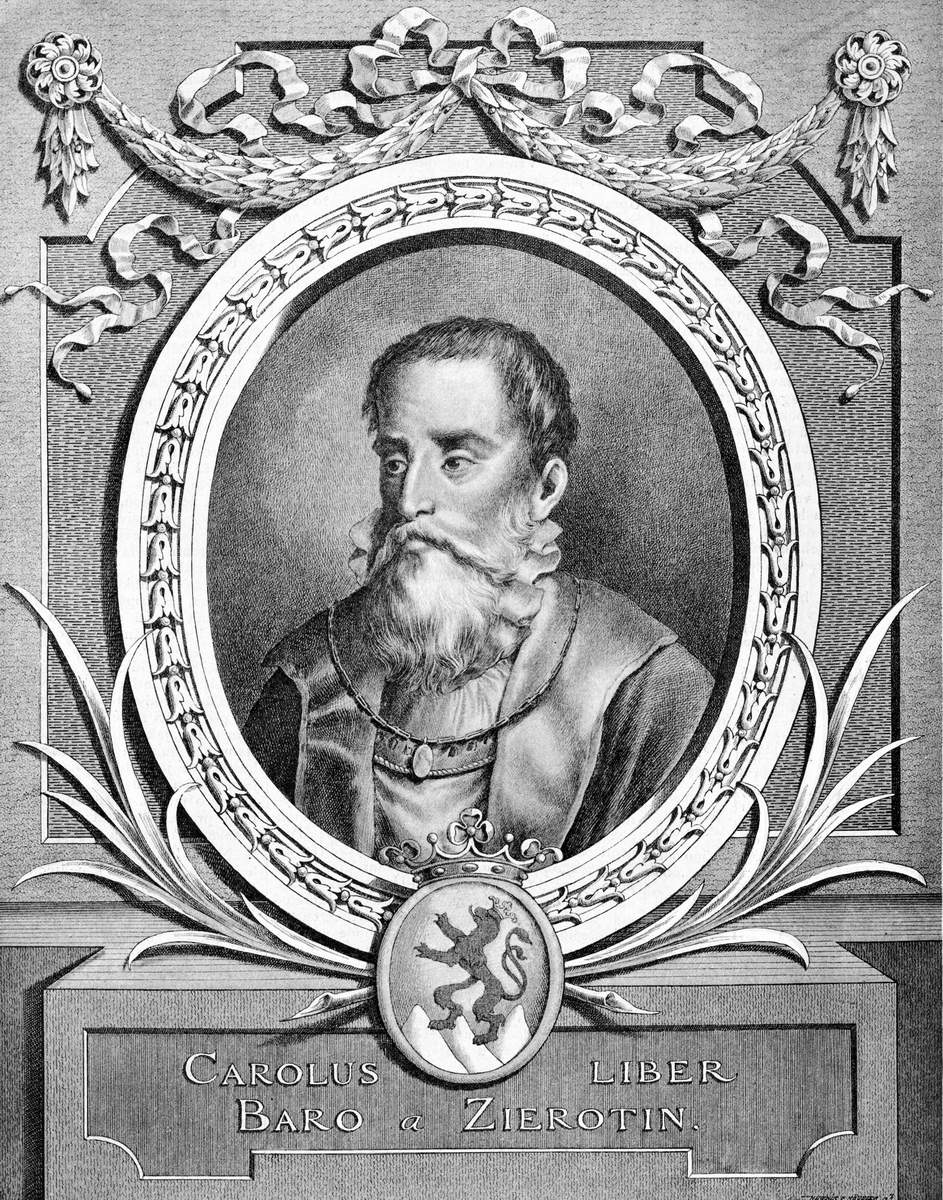
Portrét Karla staršího ze Žerotína

Roku 1618 se opět aktivně zapojil do politiky, kdy podporoval Matyáše a usiloval o mírové vyřešení situace. Zúčastnil se jednání ve Vídni, kde Matyáš zemřel. Vyjednával pak s novým císařem Ferdinandem II. a kardinálem Františkem z Ditrichštejna. Především se snažil o kompromisní řešení hrozícího střetu. Zastával také názor, že náboženství a politika nejsou slučitelné a prosazoval náboženskou toleranci. 25. června 1618 významně napomohl prosazení usnesení odmítajícího připojit se k Českému stavovskému povstání. Moravský zemský sněm odmítl list českých stavů z 25. května 1618 vyzývající Moravu, aby se připojila k povstání. Karel st. prohlásil: „Čechové se snaží stát se slavnými tím, že zahubí svoji vlast. Jejich porážky budou počátkem našich, ale vina bude naprosto jejich. Poněvadž sami sebe opustili, nemohou si stěžovat, opustíme-li je my a jiní.“ Dne 13. prosince 1618 pak přemluvil většinu moravských stavů k neutralitě a vyjednávání. Převratu však již nedokázal zabránit. Po vítězství opozice na Moravě (2. až 3. května 1619), byl Karel st. po nějaký čas držen v domácím vězení (podobně jako kardinál Dietrichštejn). Avšak již na konci června roku 1619 se snažil vyjednávat neúspěšně (jménem povstaleckého direktoria) o míru s Ferdinandem II. V únoru 1620 se však odmítl účastnit holdu novému markraběti Fridrichu Falckému.

### Doba pobělohorská
Po bitvě na Bílé hoře (1620), mu bylo jako jednomu z mála nekatolíků nabídnuto, že smí zůstat na svém panství. Po vydání Obnoveného zřízení zemského si ponechal ve svém držení jen panství Brandýs nad Orlicí a Přerov. V této době se snažil (především finančně) pomáhat obětem rekatolizace Moravy a Čech. Snažil se také podporovat Jednotu bratrskou, ve snaze ji zajistit exil v Uhersku a zejména Polsku. Především jeho zásluhou se podařilo přesunout tiskárnu Jednoty bratrské z jeho tvrze v Kralicích nad Oslavou do Lešna (polsky Leszno) a její knihovnu do Vratislavi. Roku 1629 dobrovolně odešel do exilu, na Moravu a do Čech však dále jezdil. 
I když některé zdroje hovoří o "dobrovolném" odchodu do exilu, politický a náboženský tlak ho pravděpodobně k tomuto kroku přiměl. Rekatolizační opatření Moravy a hrozba konfiskace majetku nebo trestu pro nekatolíky znamenala, že jeho odchod byl spíše nutností než volbou.
Z knihy Karel starší ze Žerotína: Don Quijote v labyrintu světa od Tomáše Knoze vyplývá, že Žerotín během svého exilu strávil období ve Vratislavi, které tehdy bylo součástí Habsburské monarchie.
Od roku 1633 žil v Přerově, kde také 9. října 1636 zemřel, pohřben byl nejprve v Brandýse nad Orlicí v hrobce kostelíka na Loukoti, který nechal vybudovat jeho otec Jan st. ze Žerotína jako rodové pohřebiště, v 19. století byly jeho ostatky přeneseny do krypty Žerotínů umístěné u kostela sv. Jiří v Bludově.
Podle literárního historika J. B Čapka žádný ze soudobých šlechticů nezdůrazňoval své moravanství tak jako Žerotín, ačkoli jeho rod pocházel z Čech. Svůj úzký vztah k vlasti projevil i v následujícím zvolání (dochovaném v jednom z jeho dopisů, psaném v době, kdy na přelomu 16. a 17. století čelil obvinění z velezrady): „Napaden nejsem já, má rodina, můj majetek. Nepřátelé usilují těmito podrazy o zmar této země, o vyvrácení zákonů a práva, o rozvrat naší ústavy a o zánik svobod. V tom smyslu je má pře do té míry spjata s prospěchem vlasti, že kdybych svou věc vzdal, nutně ji zradím.“

## Kontroverze
Žerotínovo rozhodnutí nepodpořit české protestantské stavy bylo motivováno snahou chránit Moravu a protestantské zájmy, v praxi však oslabilo jednotu povstalců a potenciál protestantské armády, ve výsledku nepřineslo Moravě neutralitu ani nezajistilo Moravě lepší postavení v klíčových okamžicích doby pobělohorské.
Po Bílé hoře byla Morava rekatolizována a Žerotín "dobrovolně" vyhnán, což ukazuje, že jeho strategie selhala. Jeho odhad předbělohorské situace a zdrženlivost se v daném kontextu nakonec ukázala jako neefektivní, neboť neochránila ani jeho osobní postavení, ani Moravu před rekatolizací. Jeho postoj však vedl k tomu, že někteří šlechtici, kteří se k protihabsburskému povstání přidali (např. Václav Vilém z Roupova), považovali nečinnost Žerotína za jeho slabost nebo dokonce za zradu protestantských stavů.

## Dílo
Karel starší ze Žerotína nebyl literárně činný jako Václav Budovec z Budova, s nímž bývá často srovnáván, zejména pokud jde o rozdílné politické postoje obou osob v době stavovského povstání, ale do dnešních dní se dochovala velká část z jeho mimořádně rozsáhlé korespondence, kterou vedl jak s úředníky svých panství, domácími i zahraničními stavovskými politiky, vzdělanci a úhrnem mnoha významnými lidmi dobové společnosti (viz Literatura níže). Jeden z těchto dopisů však získal v moderní době statut samostatné literární jednotky:
- Apologie neb obrana ku panu Jiříku z Hodic – sepsána v květnu a červnu 1606 ve formě dopisu Jiříkovi z Hodic, který Karla staršího ze Žerotína kritizoval za pasivitu v době politické krize.[5] Žerotín v tomto díle kritizuje dobové poměry na Moravě a v Čechách, zejména úpadek stavovských orgánů, ale i sobeckost, pýchu, zahálku a lakomství šlechty. Svou kritiku obrací i proti některým členům habsburského dvora. Dílo je po stylistické stránce považováno za dokonalé a vstoupilo do kánonu české literatury, jak svědčí jeho opakovaná vydání.

Dochovaly se však také jeho deníky z let 1588–1591 a zápisy z doby jeho působení při moravském zemském soudu (z let 1594–1614). Karel starší ze Žerotína také vlastnil rozsáhlou knihovnu, srovnatelnou s největšími knižními sbírkami jeho českých a moravských šlechtických současníků (Petr Vok z Rožmberka, František kardinál z Dietrichštejna) a podporoval literární činnost jednoty bratrské. Své dojmy z četby neváhal ve svých dopisech sdílet přímo s dobovými autory (např. Otto Casmannem).

## Nejbližší příbuzní a potomci
Bedřich († cca 1544) ∞ Libuše z Lomnice († 1559 Brandýs nad Orlicí), její 2. manžel: Bohuše Kostka z Postupic († po 1557)
Jan starší († 28.2.1583)
∞ 1. manželka: Mariana Černohorská z Boskovic († 14.10.1574 Vídeň):
Bohunka (1567–1590)
KAREL STARŠÍ ZE ŽEROTÍNA (15.9.1564 Brandýs nad Orlicí – 9.10.1636 Přerov). Všechny tři svoje legitimní potomky přežil.
∞ 1. manželka (1589): Barbora Krajířová z Krajku († 21. 7. 1591), dcera Arnošta Krajíře z Krajku a na Mladé Boleslavi:
Bohunka (1590–1636) ∞ 1. manžel: Hynek Bruntálský z Vrbna († 1614), ∞ 2. manžel: Zikmund z Tiefenbachu
Alena (1597–1617) ∞ manžel: Jiří Březnický z Náchoda a na Lysicích
∞ 2. manželka (1596): Eliška Krajířová z Krajku († 24. 1. 1600), dcera Jindřicha Václava Krajíře z Krajku a na Mladoňovicích:
Bedřich († 1600)
∞ 3. manželka (1604): Kateřina Anna z Valdštejna (1584 – 7. 8. 1605), dcera Viléma z Valdštejna a na Heřmanicích, sestra vojevůdce Albrechta z Valdštejna
∞ 4. manželka (1614): Kateřina z Valdštejna († 1637), vdova po Smilovi Osovském z Doubravice a sestra Adama mladšího z Valdštejna
Libuše († 1571)
∞ 2. manželka Jana staršího: Magdalena Slavatová z Chlumu a Košumberka (její 2. manžel: Fridrich ze Žerotína):
Jan Diviš (1576 – 11.5.1616) ∞ 1.m. Veronika ze Žerotína († 1610), vdova po Janu Fridrichovi ze Žerotína; ∞ 2.m. (1611) Anna ze Žerotína († 1616), dcera Kašpara Melichara ze Žerotína na Nových Dvorech a Elišky ze Šlejnic. Oboje manželství bez legitimních potomků.

## Zajímavost
Jméno Karla staršího ze Žerotína bylo umístěno pod okny Národního muzea v Praze mezi další významné osobnosti české a moravské historie (viz Dvaasedmdesát jmen české historie). Jsou po něm také nazvána náměstí, ulice i školy zejména moravských měst a úcta k jeho osobě se projevila i ve stavbě pomníků.